# U 204
U 204 war ein deutsches U-Boot des Typs VII C der Kriegsmarine.

## Geschichte
Vom 8. März 1941 bis zum 1. Mai 1941 war U 204 als Ausbildungsboot und ab dem 1. Mai 1941 als Frontboot bei der 1. U-Flottille eingesetzt. Am Turm trug das Boot das Wappen seiner Patenstadt Krefeld. Zusätzlich war der Turm mit großen aufgemalten Winkeln verziert und zeitweise mit dem französischen Spruch „... ob les aura“ (= Wir kriegen sie noch) beschrieben. Kommandant des Bootes war Kapitänleutnant Walter Kell.

### Einsätze
U 204 führte insgesamt drei Feindfahrten durch. Vom 24. Mai bis zum 27. Juni 1941 operierte es im Nordatlantik und östlich der Azoren, vom 22. Juli bis zum 22. August im Nordatlantik und westlich des Nordkanals und ab dem 20. September – auf seiner letzten Unternehmung – westlich von Gibraltar.

### Erste Unternehmung
U 204 lief am 24. Mai 1941 zu seiner ersten Unternehmung aus Kiel aus. Es stieß über die Dänemarkstrasse in den Nordatlantik vor. Dabei sollte es Schiffe der Northern Patrol aufspüren und angreifen. Am 29. Mai sichtete es ein Schiff, dass als Hilfskreuzer angesprochen wurde, kam aber nicht zum Schuss. Am 31. Mai versenkte es mit der Bordkanone das kleine isländische Fischerboot Holmsteinn. U 204 wähnte sich gesichtet worden zu sein und wollte seine Anwesenheit in dem Seegebiet geheim halten. Danach wurde das Boot südlich von Island in der Gruppe West aufgestellt, die nur Einzelfahrer antraf. Am 10. Juni versenkte U 204 das belgische Frachtschiff Mercier (Lage) mit 7886 BRT. Ab dem 16. Juni trat es der Gruppe Kurfürst bei, die aber ohne Erfolg blieb. Das Boot traf am 27. Juni in seinem neuen Stützpunkt Brest an der Atlantikküste ein.

### Zweite Unternehmung
Am 7. Juli 1941 fielen bei einem Fliegerangriff zwei Bomben in das Dock, in dem U 204 während seiner Werftliegezeit lag. Es entstanden aber nur leichte Beschädigungen. Das Boot lief schließlich am 22. Juli zu seiner zweiten Feindfahrt aus. Am 2. August sichtete es den Geleitzug SL 81 und konnte als Fühlungshalter die nächsten Tage weitere Boote ranbringen. Ein Angriff am 5. August blieb erfolglos. Nachdem das Boot die nächste Zeit ohne Erfolg auf weitere Geleitzüge angesetzt wurde, operierte es anschließend westlich des Nordkanals. Dort wurde es ab dem 17. August 1941 auf den Geleitzug OG 71 angesetzt. Am 19. August verfehlte U 204 eine Korvette und versenkte darauf den norwegischen Zerstörer Bath (Lage). Ein weiterer Angriff auf den Geleitzug blieb erfolglos. Wegen geringem Brennstoffbestand trat das Boot den Rückmarsch an und lief am 22. August 1941 in Brest ein.

### Dritte Unternehmung
Die dritte Feindfahrt von U 204 fing am 20. September 1941 an. Das Boot stellte bis zum 5. Oktober das Geleit für den ausmarschierenden Blockadebrecher Rio Grande, der von Bordeaux nach Japan lief. U 204 wurde in der Nähe der Azoren entlassen. Dem Boot wird die Versenkung des kleinen panamaischen Dampfers C.Ion am 5. Oktober zugeschrieben. Da U 204 von dieser Feindfahrt nicht zurückkehrte, gibt es keine KTB-Vermerke darüber. Danach operierte das Boot bis zum 12. Oktober auf den Geleitzug OG 75 und stand anschließend westlich von Gibraltar. Am 14. Oktober versenkte es das spanische Segelschiff Aingeru Guardakoa, in dem es wahrscheinlich einen britischen U-Jäger vermutete. U 204 wurde am 16. Oktober 1941 in Cadiz durch den deutschen Tanker Thalia versorgt und danach bei Kap Spartel in Erwartung eines Geleitzuges aufgestellt. Am 19. Oktober torpedierte es den von 2 Bewachern begleiteten britischen Tanker Inverlee mit 9158 BRT, der nach einem Fangschuss sank.

### Untergang
Nach dem Angriff auf die Inverlee wurde am 19. Oktober 1941 eine britische U-Jagdgruppe aus Gibraltar entsandt. Um 20.50 Uhr orteten die Sloop HMS Rochester und die Korvette HMS Mallow ein deutsches U-Boot vor Kap Spartel und griffen es mit Wasserbomben an. Die Korvetten HMS Bluebell und HMS Carnation eilten zur Unterstützung herbei, entdeckten in einer aufschwimmenden Öllache aber nur Überreste des gesunkenen deutschen U-Bootes (Lage). Anhand der geborgenen Teile – unter anderem ein Torpedoantrieb – wurde das fragliche Boot als U 204 identifiziert.
Die gesamte Besatzung von 46 Mann ging beim Untergang des Bootes verloren.